# Aleko Konstantinov
Aleko Konstantinov (în bulgară Алеко Константинов, n. 1/13 ianuarie 1863, Sviștov, Imperiul Otoman – d. 11/23 mai 1897, Radilovo, Peștera, Pazardjik, Bulgaria) a fost un scriitor bulgar.
Este cunoscut pentru romanul umoristico-satiric Bai Ganiu (Бай Ганьо, 1895), în care protagonistul cu același nume este exponentul micului burghez parvenit, roman care critică moravurile aristocrației epocii, utilizând mijloacele caricaturii și satirii.
A mai scris și jurnalul de călătorie Până la Chicago și înapoi (До Чикаго и назад, 1893), unde sunt remrcabile calitățile epice.